# Saint-Amans-du-Pech
Saint-Amans-du-Pech är en kommun i departementet Tarn-et-Garonne i regionen Occitanien i södra Frankrike. Kommunen ligger i kantonen Montaigu-de-Quercy som tillhör arrondissementet Castelsarrasin. År 2022 hade Saint-Amans-du-Pech 232 invånare.

## Befolkningsutveckling
Antalet invånare i kommunen Saint-Amans-du-Pech
| Referens: INSEE |